# Bedem Priuli
Bastion Priuli jedan je od splitskih bedema. Poznat je i pod nazivom  Bašćun. Nalazi se na sjeverozapadnom dijelu gradskog centra, a
sagrađen je na tadašnjem močvarnom terenu predgrađa Dobri, kojim su nekada tekli potoci
prema bastionu Šperunu.
Ovaj je bedem jedan od posljednjih sagrađenih baroknih bedema u Splitu. Izgrađen je 1667. godine narudžbom generala Antonija Priulija, u vrijeme Kandijskog rata, dok je Splitu prijetila opasnost od osmanskih napada. Za gradnju je bio je zadužen Santini, tadašnji vojni inženjer.
Početkom 20. stoljeća, dio bedema je srušen zbog probijanja Marmontove ulice.

## Vanjske poveznice
|  | Zajednički poslužitelj ima još gradiva o temi Bedem Priuli |